# دیوید کاستیا
دیوید کاستیا (انگلیسی: David Castilla؛ زادهٔ ۶ ژوئیهٔ ۱۹۷۷) بازیکن فوتبال اهل فرانسه است.
از باشگاه‌هایی که در آن بازی کرده‌است می‌توان به باشگاه فوتبال نانت، باشگاه فوتبال ایر یونایتد، و باشگاه فوتبال نیس اشاره کرد.